# EastEnders
EastEnders è una soap opera britannica creata da Julia Smith e Tony Holland, trasmessa nel Regno Unito su BBC One a partire dal 19 febbraio 1985.

## Trama
La trama di EastEnders gira attorno alle vite degli abitanti del fantomatico Borough of Walford collocato nel profondo Est di Londra.
Le principali vicende vedono protagonisti i residenti di Albert Square, una tipica piazza vittoriana di case a schiera che circonda un parco nell'East End del quartiere di Walford di Londra e le sue strada vicine, chiamate Bridge Street, Turpin Road e George Street, e che comprendono un pub, un mercato all'aperto, un night club, un community centre, un caffè, varie piccole attività e un grande parco.

## Episodi
| Stagioni                   | episodi | Prima TV originale | Prima TV italiana |
| -------------------------- | ------- | ------------------ | ----------------- |
| Prima stagione             | 91      | 1985               | inedita           |
| Seconda stagione           | 105     | 1986               | inedita           |
| Terza stagione             | 107     | 1987               | inedita           |
| Quarta stagione            | 104     | 1988               | inedita           |
| Quinta stagione            | 104     | 1989               | inedita           |
| Sesta stagione             | 104     | 1990               | inedita           |
| Settima stagione           | 105     | 1991               | inedita           |
| Ottava stagione            | 106     | 1992               | inedita           |
| Nona stagione              | 105     | 1993               | inedita           |
| Decima stagione            | 142     | 1994               | inedita           |
| Undicesima stagione        | 157     | 1995               | inedita           |
| Dodicesima stagione        | 161     | 1996               | inedita           |
| Tredicesima stagione       | 162     | 1997               | inedita           |
| Quattordicesima stagione   | 162     | 1998               | inedita           |
| Quindicesima stagione      | 170     | 1999               | inedita           |
| Sedicesima stagione        | 162     | 2000               | inedita           |
| Diciassettesima stagione   | 179     | 2001               | inedita           |
| Diciottesima stagione      | 211     | 2002               | inedita           |
| Diciannovesima stagione    | 211     | 2003               | inedita           |
| Ventesima stagione         | 209     | 2004               | inedita           |
| Ventunesima stagione       | 209     | 2005               | inedita           |
| Ventiduesima stagione      | 207     | 2006               | inedita           |
| Ventitreesima stagione     | 210     | 2007               | inedita           |
| Ventiquattresima stagione  | 208     | 2008               | inedita           |
| Venticinquesima stagione   | 209     | 2009               | inedita           |
| Ventiseiesima stagione     | 204     | 2010               | inedita           |
| Ventisettesima stagione    | 210     | 2011               | inedita           |
| Ventottesima stagione      | 206     | 2012               | inedita           |
| Ventinovesima stagione     | 213     | 2013               | inedita           |
| Trentesima stagione        | 213     | 2014               | inedita           |
| Trentunesima stagione      | 212     | 2015               | inedita           |
| Trentaduesima stagione     | 210     | 2016               | inedita           |
| Trentatreesima stagione    | 209     | 2017               | inedita           |
| Trentaquattresima stagione | 206     | 2018               | inedita           |
| Trentacinquesima stagione  | 210     | 2019               | inedita           |
| Trentaseiesima stagione    | 138     | 2020               | inedita           |
| Trentasettesima stagione   | 209     | 2021               | inedita           |
| Trentotesima stagione      | 209     | 2022               | inedita           |
| Trentanovesima stagione    |         | 2023               | inedita           |
| Quarantesima stagione      |         | 2024               | inedita           |

## Personaggi e interpreti
- Ian Beale, interpretato da Adam Woodyatt.
Ian è uno dei personaggi originali di EastEnders ed è noto per essere un imprenditore ambizioso e spesso egoista. Nel corso degli anni, ha gestito diversi business ad Albert Square, tra cui il celebre "fish and chip shop" e un ristorante. Sebbene sia determinato a ottenere successo finanziario, le sue decisioni spesso lo portano a scontrarsi con la famiglia e i vicini. Ha avuto una vita amorosa travagliata e un rapporto complicato con i suoi figli, alternando momenti di grande successo a periodi di rovina.
- Sharon Watts, interpretata da Letitia Dean.
Sharon è cresciuta nel Queen Vic Pub, dove è stata adottata dai proprietari originali, Den e Angie Watts. Iconica e sofisticata, Sharon è nota per le sue relazioni romantiche complicate, in particolare con Phil Mitchell e suo fratello Grant. Ha affrontato numerose tragedie personali, come la perdita di un figlio e tradimenti che hanno segnato la sua vita. Nonostante tutto, rimane una donna resiliente, spesso in lotta per il potere e il rispetto.
- Dot Cotton, interpretata da June Brown.
Dot è un personaggio iconico, devota alla religione e al lavoro presso la lavanderia del quartiere. Con la sua caratteristica voce nasale e il fumo di sigaretta sempre presente, Dot è una figura moralista ma amorevole. Ha vissuto numerose difficoltà, incluso il dover affrontare il comportamento violento e autodistruttivo del figlio Nick Cotton. Nonostante i suoi giudizi severi, Dot è una fonte di conforto per molti abitanti di Albert Square.
- Pauline Fowler, interpretata da Wendy Richard.
Pauline è una donna forte e tradizionale, devota alla famiglia ma spesso coinvolta in conflitti con i suoi cari. Moglie di Arthur Fowler, ha lottato per mantenere la stabilità della sua famiglia in mezzo a difficoltà economiche e tragedie personali. Pauline è ricordata per il suo carattere testardo e per il suo amore incondizionato verso i figli.
- Kathy Beale, interpretata da Gillian Taylforth.
Kathy è una donna resiliente e madre di Ian, che ha affrontato molte difficoltà, tra cui una relazione abusiva e il tradimento da parte di persone a lei vicine. È una madre amorevole per Ian e Ben, ma il suo desiderio di proteggere la famiglia spesso la porta a sacrificare se stessa. Kathy è anche una sopravvissuta, capace di ricostruire la sua vita più volte, guadagnandosi il rispetto della comunità.
- Pat Butcher, interpretata da Pam St. Clement.
Pat è conosciuta per il suo carattere schietto e i suoi orecchini stravaganti, che sono diventati un suo tratto distintivo. La sua vita è stata segnata da una serie di relazioni tumultuose e un passato complicato, incluso il tempo trascorso come prostituta. Nonostante i suoi errori, Pat è una figura materna e rispettata, che spesso funge da punto di riferimento per i personaggi più giovani.
- Phil Mitchell, interpretato da Steve McFadden.
Phil è il membro centrale della famiglia Mitchell, noto per il suo temperamento duro e il coinvolgimento in attività criminali. Ha una personalità complessa, combattendo con l'alcolismo e i suoi demoni interiori. Nonostante il suo comportamento spesso spietato, Phil è profondamente leale verso la sua famiglia e disposto a tutto per proteggerla, anche a costo di alienarsi gli amici e i vicini.
- Sonia Fowler, interpretata da Natalie Cassidy.
Sonia è un personaggio intelligente e compassionevole, con una passione per la musica e il lavoro infermieristico. È stata introdotta come una ragazza timida e curiosa, ma nel tempo è cresciuta affrontando relazioni difficili e diventando una madre single. La sua forza e determinazione l'hanno resa una figura amata nella comunità.
- Denise Fox, interpretata da Diane Parish.
Denise è una donna indipendente e determinata, che lotta per mantenere un equilibrio tra la sua vita lavorativa e il suo ruolo di madre. È nota per la sua resilienza di fronte alle difficoltà, come relazioni abusive e problemi finanziari. Nonostante le sfide, Denise si impegna a garantire un futuro migliore per i suoi figli.
- Kat Moon, interpretata da Jessie Wallace.
Kat è vivace, schietta e spesso al centro dei drammi di Albert Square. È famosa per il suo passato turbolento e le sue relazioni appassionate, in particolare con Alfie Moon. Nonostante abbia affrontato momenti difficili, come la scoperta di un figlio segreto e la lotta con la depressione, Kat rimane una figura forte e carismatica, capace di portare umorismo e vitalità ovunque vada.

## Produzione
La soap opera è stata creata dalla produttrice Julia Smith e dallo scrittore Tony Holland.

## Distribuzione
Originariamente la serie era in onda con due episodi da mezz'ora a settimana. Nel 2015 quattro episodi a settimana sono in onda sul canale BBC One, con repliche su BBC Three e una omnibus edition, che ripropone tutti gli episodi della settimana senza interruzioni, in onda la domenica pomeriggio.
La soap opera non è mai stata doppiata né distribuita nei paesi di lingua italiana.

## Accoglienza
Tutt'oggi è uno degli show più popolari nel Regno Unito. EastEnders è infatti un programma significativo in termini di successo per la BBC e per il gradimento del pubblico, soprattutto in riferimento alla tradizione dei British television drama, che hanno portato alla ribalta della televisione inglese argomenti e tabù scottanti.